# Friedrich Hesseldieck
Friedrich Hesseldieck (* 7. Februar 1893 in Gellershagen/Kreis Bielefeld; † 19. Mai 1991 in Niederhöchstadt) war ein deutscher Politiker und von 1944 bis 1945 Oberbürgermeister der Stadt Bochum.

## Leben
Hesseldieck besuchte die Volksschule in Bielefeld und machte anschließend eine kaufmännische Lehre. Er studierte ein Semester in Düsseldorf, bis er im Jahr 1913 zunächst freiwillig, dann verpflichtend in den Kriegsdienst trat. Zu Beginn des 1. Weltkrieges wurde er im September 1914 schwer verwundet und war linksseitig partiell gelähmt. Als Invalide wurde er 1917 aus dem Heerdienst verabschiedet.
Anschließend setzte er seine kaufmännische Laufbahn fort und arbeitete unter anderen in Köln, Bremen und Bielefeld, bis er schließlich 1924 zum Prokurist und Direktor der Dominitwerken in Dortmund befördert wurde. Hesseldieck trat zum 1. April 1931 der NSDAP bei (Mitgliedsnummer 500.170), im Februar 1935 war er Leiter des Kreisverbands der NSDAP in Dortmund und somit maßgeblich am Abriss der Dortmunder Synagoge ab dem 18. Oktober 1938 beteiligt.
Im Mai 1940 wurde er im  Stab des Stellvertreters des Führers (Rudolf Heß) Reichsamtsleiter.
Nach der Versetzung des Bochumer Oberbürgermeister Piclum übernahm Hesseldieck kommissarisch das Amt. Am 24. Mai 1944 wurde er in Rahmen einer kleinen Feierstunde von Gauleiter Albert Hoffmann zum Oberbürgermeister ernannt.
Er übertrug unmittelbar vor der Befreiung Bochums durch amerikanische Truppen am 10. April 1945 sein Amt auf seinen Stellvertreter Franz Geyer und floh in das Sauerland, um eine Aufstellung des "Freikorps Sauerland" mitzuorganisieren. Seinem Nachfolger fiel damit die Aufgabe der Übergabe der Stadt zu. Am 15. April 1945 wurde Geyer von den Amerikanern inhaftiert, und Ferdinand Bahlmann übernahm die Amtsgeschäfte.
Hesseldieck war ab Mai 1945 bis Januar 1951 wohnhaft in Wiedenbrück. Er wurde im November 1946 interniert und wurde im August 1948 zu sechs Monaten Gefängnis verurteilt.
Am 5. Juli 1949 erhob die Oberstaatsanwaltschaft Dortmund Anklage gegen Hesseldieck wegen Erpressung und schwerem Landfriedensbruch und nahm ihn in Untersuchungshaft. Am 5. November 1953 wurde er wieder nach mehreren verfahrenstechnischen Verzögerungen freigesprochen.
Hesseldieck arbeitete im August 1950 in einem bakteriologischen Institut in Wetzlar zunächst als Helfer, später als Verkaufsleiter. 1962 war er als Kaufmann in Niederhöchstadt beschäftigt.